# Saint-Georges-sur-Layon
Saint-Georges-sur-Layon és un municipi francès situat al departament de Maine i Loira i a la regió de País del Loira. L'any 2007 tenia 736 habitants.

## Demografia

### Població
El 2007 la població de fet de Saint-Georges-sur-Layon era de 736 persones. Hi havia 278 famílies de les quals 68 eren unipersonals (30 homes vivint sols i 38 dones vivint soles), 77 parelles sense fills, 124 parelles amb fills i 9 famílies monoparentals amb fills.
La població ha evolucionat segons el següent gràfic:
Habitants censats

### Habitatges
El 2007 hi havia 340 habitatges, 280 eren l'habitatge principal de la família, 29 eren segones residències i 31 estaven desocupats. 325 eren cases i 5 eren apartaments. Dels 280 habitatges principals, 212 estaven ocupats pels seus propietaris, 64 estaven llogats i ocupats pels llogaters i 4 estaven cedits a títol gratuït; 1 tenia una cambra, 10 en tenien dues, 52 en tenien tres, 71 en tenien quatre i 146 en tenien cinc o més. 194 habitatges disposaven pel capbaix d'una plaça de pàrquing. A 117 habitatges hi havia un automòbil i a 138 n'hi havia dos o més.

### Piràmide de població
La piràmide de població per edats i sexe el 2009 era:
| Homes | Edats   | Dones |
| ----- | ------- | ----- |
| 0     | 95 o +  | 0     |
| 4     | 90 a 94 | 0     |
| 8     | 85 a 89 | 12    |
| 4     | 80 a 84 | 12    |
| 8     | 75 a 79 | 8     |
| 16    | 70 a 74 | 20    |
| 12    | 65 a 69 | 24    |
| 20    | 60 a 64 | 20    |
| 8     | 55 a 59 | 4     |
| 24    | 50 a 54 | 20    |
| 24    | 45 a 49 | 24    |
| 28    | 40 a 44 | 20    |
| 20    | 35 a 39 | 12    |
| 16    | 30 a 34 | 8     |
| 8     | 25 a 29 | 12    |
| 20    | 20 a 24 | 24    |
| 12    | 15 a 19 | 52    |
| 16    | 10 a 14 | 16    |
| 24    | 5 a 9   | 16    |
| 12    | 0 a 4   | 16    |

## Economia
El 2007 la població en edat de treballar era de 415 persones, 327 eren actives i 88 eren inactives. De les 327 persones actives 301 estaven ocupades (171 homes i 130 dones) i 27 estaven aturades (11 homes i 16 dones). De les 88 persones inactives 28 estaven jubilades, 26 estaven estudiant i 34 estaven classificades com a «altres inactius».

### Ingressos
El 2009 a Saint-Georges-sur-Layon hi havia 291 unitats fiscals que integraven 784 persones, la mediana anual d'ingressos fiscals per persona era de 14.750 €.

### Activitats econòmiques
Dels 18 establiments que hi havia el 2007, 1 era d'una empresa alimentària, 1 d'una empresa de fabricació d'altres productes industrials, 3 d'empreses de construcció, 5 d'empreses de comerç i reparació d'automòbils, 2 d'empreses d'hostatgeria i restauració, 5 d'empreses de serveis i 1 d'una empresa classificada com a «altres activitats de serveis».
Dels 4 establiments de servei als particulars que hi havia el 2009, 1 era una empresa de construcció, 1 perruqueria, 1 restaurant i 1 saló de bellesa.
L'únic establiment comercial que hi havia el 2009 era una botiga de menys de 120 m².
L'any 2000 a Saint-Georges-sur-Layon hi havia 46 explotacions agrícoles que ocupaven un total de 1.470 hectàrees.

## Equipaments sanitaris i escolars
El 2009 hi havia una escola elemental.

## Poblacions més properes
El següent diagrama mostra les poblacions més properes.